# Upsilon Andromedae c
Upsilon Andromedae c, chiamato anche Samh, è un pianeta extrasolare che orbita la stella Upsilon Andromedae A.
È stato scoperto nel 1999 e la sua stella è diventata la prima conosciuta ad ospitare un sistema planetario multiplo (escludendo la pulsar PSR 1257+12).

Upsilon Andromedae c è il secondo in ordine di distanza dalla stella.

## Scoperta
Il pianeta è stato individuato da Geoffrey Marcy e R. Paul Butler. Come la maggior parte dei pianeti extrasolari finora scoperti, Upsilon Andromedae c è stato individuato analizzando le variazioni nella velocità radiale della stella causate dalla gravità del pianeta.
Al tempo della scoperta si conosceva già un pianeta in orbita a Upsilon Andromedae A: il gioviano caldo Upsilon Andromedae b. Tuttavia nel 1999 si è capito che il solo pianeta più interno non riusciva a spiegare in modo soddisfacente la curva di velocità. Astronomi della San Francisco State University e del Harvard-Smithsonian Center for Astrophysics hanno concluso in modo indipendente che il modello che meglio spiegava le osservazioni era formato da tre pianeti. I due nuovi pianeti sono stati designati Upsilon Andromedae c e Upsilon Andromedae d.

## Orbita e massa
Se fosse nel nostro sistema solare l'orbita di Upsilon Andromedae c si troverebbe tra quella di Venere e quella della Terra. Il pianeta impiega circa 240 giorni per completare un'intera orbita.

Come la maggior parte degli esopianeti con un lungo periodo orbitale, l'orbita del pianeta è molto eccentrica, più di quella di qualsiasi pianeta nel nostro sistema solare.
L'elevata eccentricità potrebbe essere il risultato di perturbazioni gravitazionali dal pianeta Upsilon Andromedae d. Secondo alcune simulazioni potrebbe essere accaduto che le interazioni tra Upsilon Andromedae d e un pianeta ancora più esterno che ora sarebbe perso, avrebbero spinto Upsilon Andromedae d in un'orbita più interna e come conseguenza l'orbita del più interno Upsilon Andromedae c sarebbe diventata così eccentrica. Sempre secondo le simulazioni l'eccentricità orbitale di Upsilon Andromedae c potrebbe subire variazioni cicliche, tornando all'originale orbita circolare ogni 6700 anni.
Una limitazione nel metodo della velocità radiale usato per scoprire il pianeta è che permette di stimare solo un limite inferiore per la massa. Nel caso di Upsilon Andromedae c il limite è posto a 1,97 volte la massa di Giove, tuttavia a seconda dell'inclinazione orbitale la vera massa potrebbe essere molto più alta.

## Caratteristiche
Data la sua elevata massa è probabile che il pianeta sia un gigante gassoso senza una superficie solida. Siccome il pianeta è stato rilevato solo indirettamente, caratteristiche quali il raggio, la composizione e la temperatura al momento non sono note.

Ipotizzando che la composizione del pianeta sia simile a quella di Giove e che sia in un ambiente prossimo all'equilibrio chimico, si prevede che l'atmosfera del pianeta sia priva di nubi.
Studi degli anni 2010 ha calcolato una massa di circa 14 MJ, sopra al limite che distingue un pianeta da una nana bruna, per cui non è chiaro se questo pianeta sia classificabile come tale o piuttosto non sia da considerare come una piccola nana bruna, poiché il margine d'errore sulla misura della massa è piuttosto alto.